# آبچلیک کیریتیماتی
آبچلیک کیریتیماتی (نام علمی: Prosobonia cancellata) نام یک گونه منقرض‌شده از سرده آبچلیک پلی‌نزی است.